# Fașcivka, Perevalsk
Fașcivka (în ucraineană Фащівка) este o așezare de tip urban din raionul Perevalsk, regiunea Luhansk, Ucraina. În afara localității principale, nu cuprinde și alte sate.

## Demografie
Componența lingvistică a așezării de tip urban Fașcivka
     Rusă (91,27%)
     Ucraineană (8,48%)
     Alte limbi (0,19%)
Conform recensământului din 2001, majoritatea populației așezării de tip urban Fașcivka era vorbitoare de rusă (91,27%), existând în minoritate și vorbitori de ucraineană (8,48%).